# NGC 134

NGC 134

في الفهرس العام الجديد NGC 134 هي مجرة حلزونية ضلعية تشبه درب التبانة بأذرعها الحلزونية الحرة الملفوفة حول منطقة مركزية ساطعة تشبة القضيب. وتصنف أذرعها الحلزونية المترابطة بشكل ضعيف في تصنيف هابل بصفتها Sbc. تقع المجرة على بعد 60 مليون سنة ضوئية، في كوكبة النحات . اكتشفت المجرة في 7 يوليو 1826 من قبل جيمس دنلوب.